# Mangutti, Hukeri
Mangutti là một làng thuộc tehsil Hukeri, huyện Belgaum, bang Karnataka, Ấn Độ.